# Арбольдсвиль
Арбольдсвиль (нем. Arboldswil) — коммуна в Швейцарии, в кантоне Базель-Ланд.
Входит в состав округа Вальденбург. Население составляет 510 человек (на 31 декабря 2007 года). Официальный код — 2881.